# Une (journalisme)
 (avril 2020).

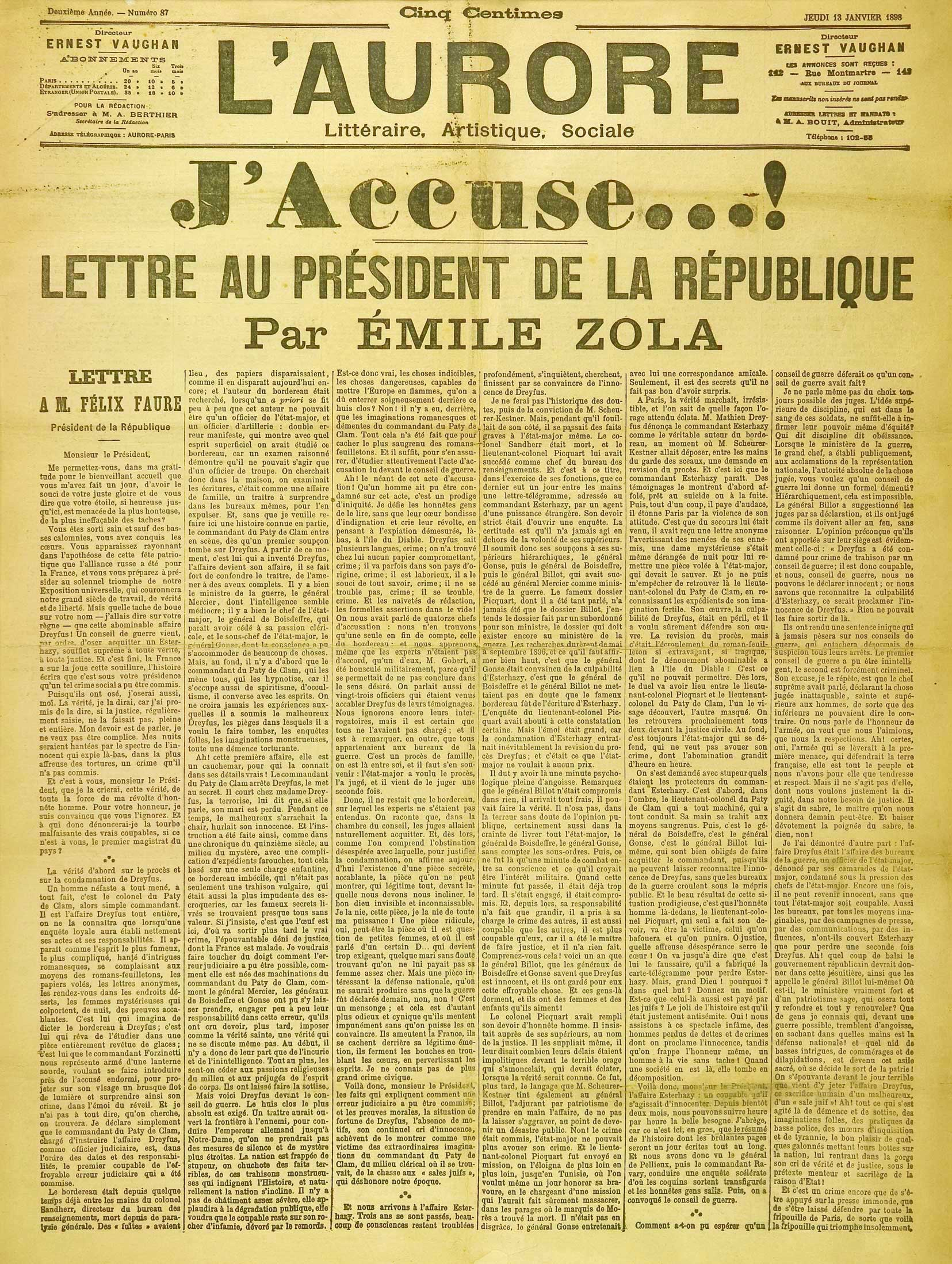
« J'accuse…! » en manchette (date : jeudi 13 janvier 1895).

La une d'un journal est sa première page (la page « une »). C'est la page la plus importante puisqu'elle est généralement la seule qui sera visible avant l'achat du journal.
Il s'agit donc pour le comité de rédaction de faire en sorte que la une soit suffisamment synthétique et attrayante pour favoriser l'acte d'achat et le désir de lecture. Elle doit permettre de renseigner utilement sur le contenu du journal.
Les unes des journaux ont pris une grande importance au cours du XXe siècle, à tel point qu'elles sont parfois utilisées dans des expositions pour illustrer des événements historiques. Par exemple, dans les années 1970, le Centre Georges-Pompidou a présenté une exposition sur le XXe siècle mettant en œuvre uniquement des unes de journaux de différents pays.
La mise en page de la une est souvent finalisée en premier afin qu'elle puisse être présentée la veille aux téléspectateurs lors des journaux télévisés de fin de soirée.

## Importance de la une d'un journal
À l'origine, la une des journaux d'informations générales ne comprenait que peu de différences avec les pages centrales. On y trouvait généralement un bandeau contenant le titre du journal et les principaux renseignements sur le journal et le numéro concerné (adresse de la rédaction, nom du rédacteur en chef, date et référence du numéro…). En dessous de ce bandeau se trouvaient les articles répartis sur plusieurs colonnes verticales. Parfois des encadrés permettaient de mettre en valeur une courte information (une éphéméride par exemple, voire une réclame) ou le début d'un article qui se continuait dans les pages centrales.
Au fil des époques, la composition de la une des journaux a considérablement évolué pour permettre au lecteur d'avoir une vision rapide et efficace du contenu du journal et de l'intérêt qu'il trouvera à l'acheter et à le lire. La une est également devenue un support intéressant pour l'affichage de publicités.
Les résultats des études qui ont été entreprises sur le parcours de l'œil lors de la lecture ont été utilisés par les sociétés de presse pour améliorer la composition de la une de leurs journaux en fonction des objectifs recherchés.

## Composition de la une

### Définition de la manchette
Selon le lexique du CNRTL, la manchette est le « titre en gros caractères figurant à la première page d'un journal. Faire la manchette; manchette publicitaire. ». La rubrique donne deux exemples d'emploi :  d'une part « Le journal portait une manchette énorme. Elle lut ces mots : « Chute du ministère » (A. France, Anneau améth., 1899, page 365). », d'autre part « Une manchette énorme la surmontait [une photographie] de ses lettres majuscules, noires et grasses (Arnoux, Double chance,1958, page 217) ». Le Robert en ligne donne la même définition que le CNRTL : « Manchette - Titre très large et en gros caractère, à la une d'un journal]. syn. : gros titre. ». L'édition de 1946 du dictionnaire encyclopédique Quillet de la langue française ne dit pas autre chose : « Manchette - Titre en gros caractères de la première page d'un journal. » (page 1132).
|                                                                  |
| La une d'un grand quotidien francophone à la fin du XIXe siècle. |

|                                                                                   |
| La une du Calgary Herald (province d'Alberta, Canada) en date du 9 novembre 1905. |

|                                         |
| La une d'un quotidien français en 1940. |

|                                                                |
| Les zones composant la une selon le site Éducation aux médias. |

### Composition selon l'éducation aux médias
Selon Nicolas Hubé, le terme de manchette servait encore à désigner le nom des journaux Le Monde, Le Figaro ou L'Humanité dans les années 1980. Cette acception particulière de « manchette » comme « nom du journal » n'a plus cours dans les années 2000. C'est ce que semble dire Julie Sedel en 2004 : « On sait très bien que l'international, si c'est Israël-Palestine, on va vendre le journal avec une manchette Israël-Palestine ».
Dans cette ancienne composition de page, les termes ci-dessous désignent les différentes zones composant généralement la une d'un journal (voir schéma). Selon le journal considéré, le numéro concerné et même l'actualité du jour, ces éléments ne sont pas tous toujours présents et peuvent occuper une surface variable. Par exemple, lorsqu'un sujet est d'une grande importance, le titre recouvrira une plus grande partie de la surface de la une. Dans les cas extrêmes il peut même prendre la totalité de la surface. Cependant, les journaux essaient de conserver une homogénéité entre les différents numéros afin que l'identité du journal puisse être reconnue du premier coup d'œil par les lecteurs.
- Le bandeau, le titre d'un article récent, en gras et gros caractères. Il doit attirer l'attention du lecteur.
- La manchette, qui comprend le nom du journal, son logo, le prix du journal, la date, l'édition, une citation, l'adresse du siège social, les numéros de téléphone et la publicité[4],[5],[6],[7].
- Les oreilles, de part et d'autre de la manchette (parfois on trouve une seule oreille).
- La tribune, sous la manchette, est l'emplacement le plus important de la une. C'est là que se trouvent l'événement et le titre du jour.
- Une sous-tribune peut se trouver sous la tribune (ou parfois sur les côtés de la page). On y met en valeur des articles qui sont détaillés à l'intérieur du journal. Elle est composée d'une photographie suivie d'un résumé de l'information (légende) et de la mention de la page où lire l'article.
- Le ventre est le milieu de la page. On y trouve en général une image du titre principal.
- Le rez-de-chaussée (ou pied de page) se situe dans le bas de la page, en son centre. On y trouve une information ou de la publicité.
- Le cheval se situe dans la partie droite du rez-de-chaussée. Il contient généralement un article qui se continue dans les pages centrales du journal.

## Expressions
- « Faire la une (des journaux) » ou « être à la une » : faire l'objet d'une forte attention médiatique.
- « Tuer la une » : le fait pour un journal de changer la une à la dernière minute, pour tenir compte d'une importante nouvelle.